# Saraswati vina
Saraswati vinã är ett sydindiskt musikinstrument. Ofta när man säger vinã avser man just Saraswati vinã. Detta är ett stränginstrument med en stor resonanskropp (som en luta) och ofta en prydnadsresonanskropp vid halsen, som kan användas som stöd, jämför med rudra vina. Instrumentet är uppkallat efter gudinnan Saraswati som är konstens och lärandets beskyddarinna.
Instrumentet har fyra melodisträngar och tre bordunsträngar, och en greppbräda med upp till 24 halvtons band av brons. Till skillnad från en sitar saknar vinã resonanssträngar.